# Saywite
Saywite o Sayhuite és un conjunt arqueològic considerat com un centre religiós de culte a l'aigua dels inques. Està situat a la província de Abancay, districte de Curahuasi, Regió d'Apurímac, Perú, en l'antiga hisenda Saywite propietat de la família Valer.
Situat al quilòmetre 45 de la carretera que condueix de Abancay al Cusco i a 3.500 metres sobre el nivell del mar. El conjunt té una àrea de 60 hectàrees dividida en sis sectors: el sector I és l'àrea del monòlit de Saywite que constitueix la màxima expressió del complex. El sector II és l'àrea de les Escalinates i Fonts. El sector III o Rumi Huasi, àrea de Monòlits Menors i Fonts. En les altres àrees es troben edificacions piramidals, fonts, monòlits menors i l'àrea de Intihuatana.

## Pedra de Saywite
La pedra de Saywite és un gran bloc de granit de més o menys 11 metres de circumferència, 4 de diàmetre i gairebé 2,5 d'alçada, ornamentat en la seva meitat superior amb una sèrie de complexes i misterioses figures.
El monòlit conté més de 200 figures fitomorfes, zoomorfes, d'accidents geogràfics i construccions humanes tallades en alt relleu en un aparent desordre i aprofitant els relleus i depressions naturals de la pedra. Es desconeix quin ús se li donava, però estant en un centre cerimonial és probable que tingués una significació religiosa, potser una representació simbòlica de l'univers o, com sosté Federico Kauffman Doig, estigués relacionat amb el culte de l'aigua, una espècie de gegantesca paccha, tenint en compte els receptacles en els quals podia empouarse la pluja. Els fèlids esculpits a dalt serien "representacions naturalistes de Qhoa en actitud fertilitzadora".
Uns altres, considerant que moltes figures representen construccions humanes, canals, escalinates, estanys, proposen que la pedra de Saywite va ser una espècie de mapa o croquis de pedra fet per arquitectes inques per portar el control de les obres hidràuliques que realitzaven.

## Galeria

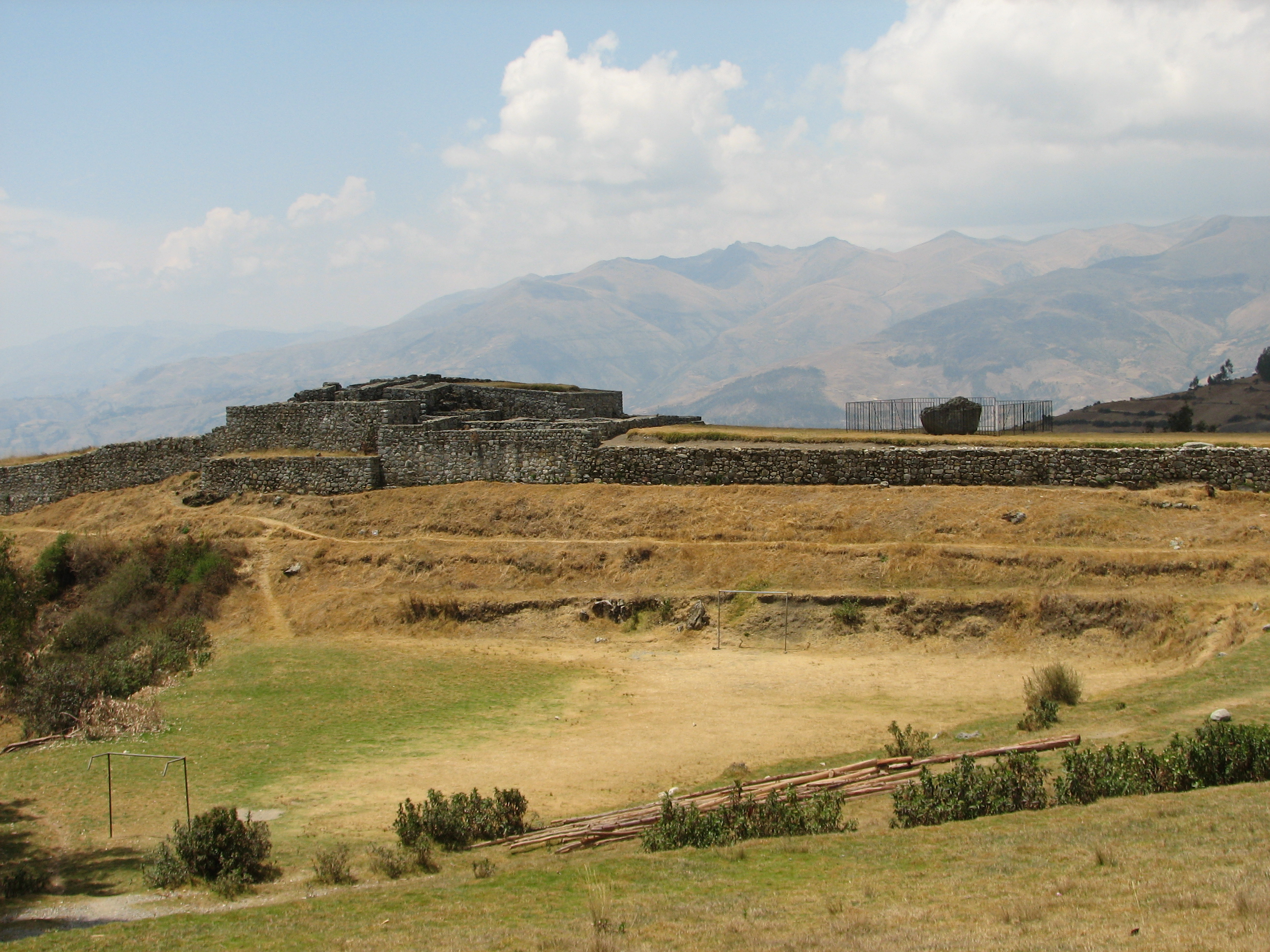
Complex arqueològic de Saywite.
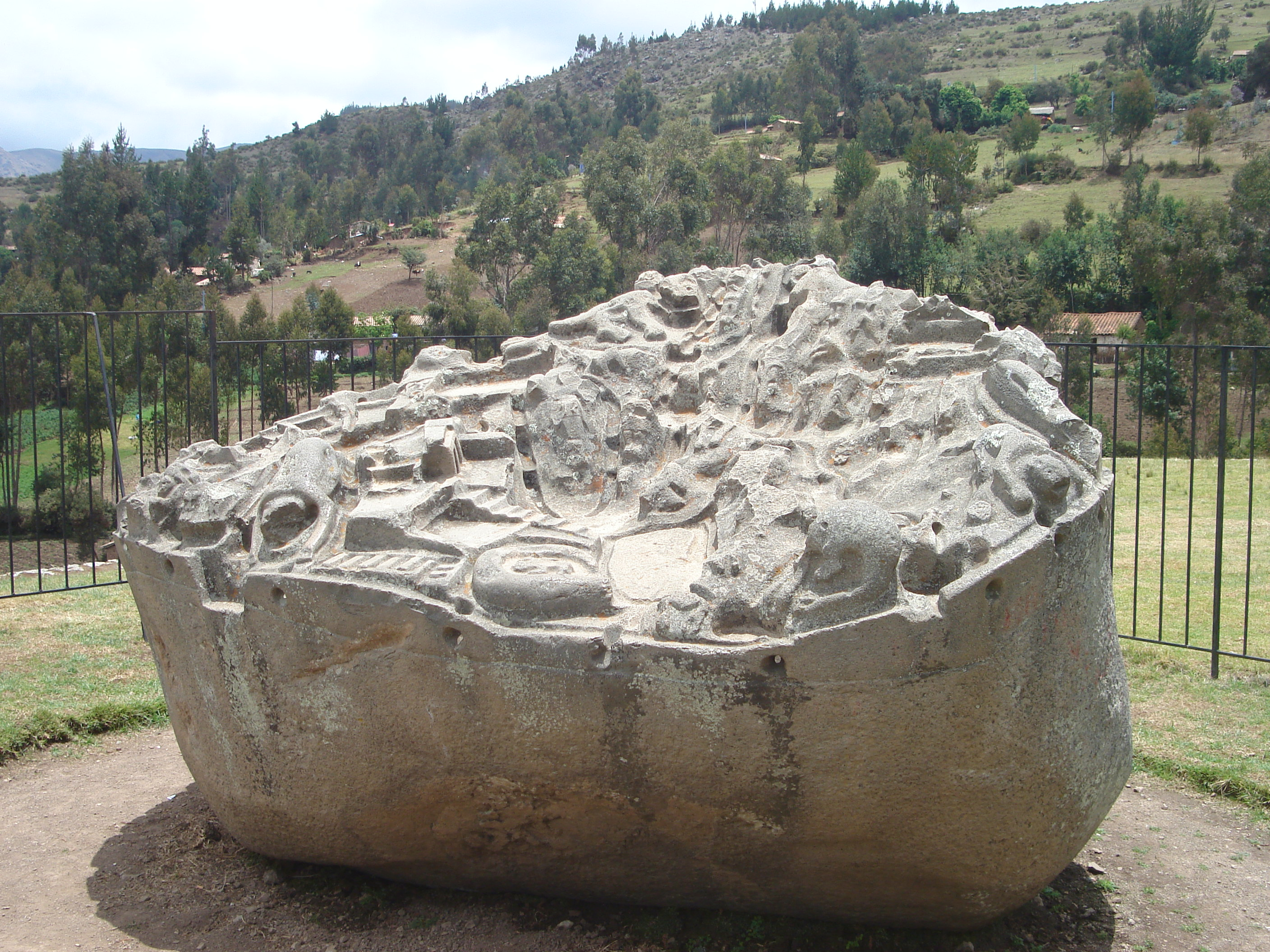
Pedra de Saywite